# Peredmistne
Peredmistne (ukr. Передмістне, ros. Предмостное) – wieś na Krymie, o spornej przynależności terytorialnej. Przez Rosję uważana za część Republiki Krymu, przez Ukrainę wchodząca w skład Autonomicznej Republiki Krymu. Według danych z 2014 roku zamieszkiwana przez 378 osób.